# Sasha Clements

Sasha Clements, 2018

Sasha Clements (* 14. März 1990 in Toronto, Ontario) ist eine kanadische Schauspielerin.

## Leben und Karriere
Sasha Clements wurde im März 1990 in Toronto, Ontario geboren. Im Sommer 2009 bekam Clements die Rolle der Kiki Kincaid in der Teletoon-Serie Majority Rules – Becky regiert die Stadt, deren Drehbeginn im Herbst 2009 war. 2014 war sie an der Seite von China Anne McClain in dem Disney Channel Original Movie How to Build a Better Boy zu sehen. Seit 2013 ist sie mit Corbin Bleu liiert, ihrem Partner aus der High School Musical-Film-Serie.

## Filmografie

### Serien
- 2009: Majority Rules – Becky regiert die Stadt (Majority Rules!)
- 2010: What’s Up Warthogs!
- 2011: Rookie Blue
- 2011: Really Me – Der Star bin ich! (Really Me)
- 2012: Lost Girl
- 2012: Allein unter Jungs (Life with Boys)
- 2013: Mudpit
- 2015: Open Heart (3 Folgen)
- 2015: Degrassi
- 2022: Minx
- 2022: Navy CIS: L.A. (NCIS: Los Angeles)
- 2025: Suits LA

### Filme
- 2005: The Snow Queen (Fernsehfilm)
- 2014: Albert aus Versehen (How to Build a Better Boy, Fernsehfilm)
- 2017: From Straight A’s to XXX (Fernsehfilm)[5]
- 2019: Witches in the Woods
- 2021: Love, for Real (Fernsehfilm)
- 2021: A Christmas Dance Reunion (Fernsehfilm)